# Јохан Албрехт фон Рајсвиц
Јохан Албрехт фон Рајсвиц (Лугано, 1899 — Минхен, 25. јул 1962) је био доктор наука и немачки мајор.

## Биографија
Рођен је у Лугану 1899. године. У Првом светском рату је озбиљно рањен. Након рата је студирао низ хуманистичких наука: филозофију, биологију, књижевност, историју уметности, психологију и медицину на Универзитету у Берлину. Докторирао је са темом из филозофије „Аисторијско, историјско и антиискторијско у филозофији Артура Шопенхауера“ 1922. године.
Специјализовао се за историју Балкана и у том својству је боравио у Југославији пре Другог светског рата.
Године 1931. је учествовао у ископавањима на локалитету Градиште, изнад цркве Св. Еразма у Охриду, која су вршили Немачки археолошки институт и Народни музеј. У екипи су се налазили Миодраг Грбић, као представник Народног музеја, а Рајсвиц и Вилхелмом Унферцагтом, као представници Немачког археолошког института. Циљ истраживања је било утврђивање насеља везаног за богате гробове, пронађених на Требеништима.
Од 1941. године је био ангажован као војни саветник у реферату за заштиту уметничких вредности, чији је циљ био да прикаже немачку приврженост хашкој конвенцији о културним добрима из 1907. године. Одељење у Србији је почело са радом 3. јула 1941. године. У првом извештају о раду овог одељење Рајсвиц је описао затечено стање, констатовао број музеја у окупираној Србији и предложио њихову делатност:
- ангажовање домаћих стручних сарадника, пријатељски настројених према Немачкој
- заштита покретних објеката
- заштита непокретних објеката;
- пописивање до познатих праисторијских налазишта и историјских споменика

Немци су, у недостатку средстава да организују сами апарат управе, искористили већ постојећи, и ставили га под строгу контролу. Мада су Музеј града Београда, Војни музеј н Народна библиотека тешко оштећени током бомбардовања 6. и 7. априла 1941. године, а у окупираној Србији се до почетка 1942. године око 400 интелектуалаца нашло у логору на Бањици, одлуком војног заповедника Србије основано је Одељење за заштиту споменика културе, за чијег опуномоћеника је изабран Миодраг Грбић.
Током рата је у више прилика интервенисао код других окупационих функционера у корист српских културних споменика. Тако је априла 1942. обезбедио дозволе, превоз и лично пратио мисију преноса моштију српских светитеља, кнеза Лазара из манастира Бешеново, цара Уроша из манастира Јазак и деспота Стефана Штиљановића из манастира Шишатовац који су се нашли на територији НДХ, у окупирани Београд, коју је предводио Радослав Грујић, професор и декан Теолошког факултета.
За разлику од бројних официра из некадашње аустроугарске војске користили су окупацију Србије како би се светили за поразе из Првог светског рата и захтева да се према Србима поступа строго, као издајници и превртљивци, због пуча 27. марта, био је један од ретких људи који су симпатисали Србе и покушавали да их узму у заштите.
Након рата се вратио у Немачку, где је до смрти радио на Универзитету у Минхену. О српском етничком простору писао је у монографији „Belgrad–Berlin. Berlin Belgrad 1866–1871“ (1936), и у студији „Политички развој Југославије између два рата“ (1954). Аутор је неколико значајних одредница у енциклопедијској едицији „Neue Deutche Biographie“ (NDB), између осталих, одреднице Карл Лудвиг фон Брик и гроф Леополд Берхтолд.